# Робертс, Рэйчел (модель)
Рэ́йчел Ро́бертс (англ. Rachel Roberts; род. 8 апреля 1978, Ванкувер, Британская Колумбия, Канада) — канадская актриса и фотомодель.

## Биография
Родилась в семье дантиста Иэна Робертса. Есть брат — Фрэнк Робертс.
Начала карьеру в качестве фотомодели в 1994 году, снималась для журналов «Vogue», «Elle», «Glamour». В 2002 году дебютировала в кино, сыграв роль Симоны в фильме с одноимённым названием. За неё в 2003 году она была номинирована на премию «Сатурн» в категории «Лучшая киноактриса второго плана».
В 2015 году снялась в клипе Рианны «Bitch Better Have My Money», сыграв роль богатой девушки, которую Rihanna пытает и возможно убивает.

### Личная жизнь
С 11 мая 2002 года замужем за режиссёром Эндрю Никколом (род. 1964), с которым встречалась 5 месяцев до свадьбы. Есть двое детей — сын Джек Никкол (род. 12.07.2003) и дочь Ава Лила Рэй Никкол (род. 30.01.2008).

## Фильмография
| Год       |   | Русское название                      | Оригинальное название          | Роль           |
| --------- | - | ------------------------------------- | ------------------------------ | -------------- |
| 2002      | ф | Симона                                | S1m0ne                         | Симона         |
| 2004      | с | Спокойная жизнь                       | Still Life                     | Нона           |
| 2006      | ф | Великое открытие                      | Grand Opening                  | Табата Уинн    |
| 2007      | с | Дурнушка                              | Ugly Betty                     | Марла          |
| 2007      | с | Красавцы                              | Entourage                      | Моника         |
| 2008      | с | 4исла                                 | Numb3rs                        | Мелисса Конрой |
| 2009      | ф | Как соблазнять труднодоступных женщин | How to Seduce Difficult Women  | Сабрина        |
| 2009—2010 | с | Вспомни, что будет                    | Flash Forward                  | Альда Херцог   |
| 2011      | ф | Время                                 | In Time                        | Каррера        |
| 2012      | с | C.S.I.: Место преступления            | CSI: Crime Scene Investigation | Карен Чевера   |
| 2013      | ф | Гостья                                | The Host                       | душа Флёр      |
| 2013      | с | Безумцы                               | Mad Men                        | Синди          |
| 2017      | ф | Анон                                  | Anon                           | Кассандра      |